# Helmut Lotsch
Helmut Karl Valentin Lotsch (* 26. Februar 1933 in Bretten) ist ein deutscher Elektroingenieur und Verlagsmanager. Er war Physik-Planer beim Springer-Verlag Berlin Heidelberg New York von 1972 bis 1998 und hat in dieser Zeit zusätzlich die Springer-Zeitschriften Applied Physics gegründet und extern herausgegeben, die er 1981 in die Reihen A und B aufgeteilt hat.

## Karriere
Lotsch studierte an der TH Karlsruhe (inzwischen Karlsruher Institut für Technologie, KIT, genannt) und diplomierte bei Horst Rothe 1953 mit dem Thema „Kreuzmodulation in Transistoren“.
Er arbeitete in der Fernseh-Bildröhrenentwicklung bei Telefunken in Ulm. Für seine Untersuchungen über die steile Fernseh-Bildröhre wurde er 1961 mit dem Rudolf-Urteil-Preis der Fernseh- und Kinotechnischen Gesellschaft (FKTG) ausgezeichnet.
1961 ging Lotsch mit einem NATO-Stipendium für zwei Jahre an das California Institute of Technology nach Pasadena und anschließend noch ein Jahr an die Stanford University. 1962 erwarb er am Caltech den Titel Master of Science. Danach war Lotsch noch weitere Jahre in der kalifornischen Industrie tätig.
Ausgehend von einer Vorlesung an der Stanford University 1964 arbeitete Lotsch beim Verfassen des hochangesehenen Lehrbuches von J. W. Goodman konstruktiv und kritisch mit.
1963 erhielt die Firma Telefunken in Ulm das Deutsche Patent 1 193 166 über das Grundprinzip des Laser-Farbfernsehens, Laser-TV, und Laser-Shows im Allgemeinen, in dem Lotsch als Erfinder genannt ist.
1970 promovierte Lotsch bei Walter L. Engl und Josef Meixner im Fachbereich Elektrotechnik der RWTH Aachen (Die Strahlversetzung bei Totalreflexion: Der Goos-Hänchen-Effekt).
1972 kam Lotsch als Planer zum Springer-Verlag Berlin Heidelberg New York, und baute konsequent ein englischsprachiges Physikprogramm auf. Da die Zeitschrift für angewandte Physik gerade zum 31. Dezember 1971 eingestellt war, konzipierte und gründete er zunächst die Zeitschrift Applied Physics. Der Springer-Verlag Berlin Heidelberg New York führte Applied Physics mit Lotsch als externem Herausgeber 1973 als ein völlig neues (ohne Bezug auf eine frühere Zeitschrift) Medium mit kürzest-möglichen Publikationszeiten für eine internationale Autorenschaft ein. Nach erfolgreichem Aufbau unterteilte Lotsch 1981 als Hauptherausgeber von Applied Physics diese in die Serien Applied Physics A (Solids and Surfaces) und Applied Physics B (Photophysics and Laser Chemistry) und führte sie bis zu den Bänden 61A und 61B im Jahr 1995 weiter.
Mit der als Applied Physics Herausgeber gesammelten Erfahrung schuf Lotsch für den Verlag einen Zugang zur internationalen Fachwelt, um ein diversifiziertes Buchprogramm mit dem Anspruch schneller Publikation bei höchstem wissenschaftlichem Niveau aufzubauen. In Kooperation mit international reputierten Wissenschaftlern – einschließlich verschiedener Nobelpreis-Träger – gründete und betreute er mehrere Buchreihen: Für Quasi-Monographien Topics in Applied Physics and Topics in Current Physics und für Monographien und Schwerpunkt-relevante Tagungsberichte die Springer-Reihen mit den Titeln Springer Series Chemical Physics, Springer Series in Electrophysics, Springer Series in Electronics and Photonics, Springer Series in Information Sciences, Springer Series in Material Sciences, Springer Series in NanoScience and Technology, Springer Series Optical Sciences, Springer Series in Solid-State Sciences (in enger Zusammenarbeit mit dem Max-Planck-Institut für Festkörperforschung in Stuttgart), Springer Series in Surface Sciences, Springer Series on Atoms and Plasmas (heute Springer Series on Atomic, Optical, and Plasma Physics), und Springer Series on Wave Phenomena. Hinzu kamen Lehrbücher (Textbooks), die zum Teil in mehrere Sprachen übersetzt und publiziert wurden.
1998 erhielt Helmut Lotsch die Medaille für naturwissenschaftliche Publizistik der Deutschen Physikalischen Gesellschaft (DPG). Er erhielt die Auszeichnung für seine international angesehene, umfangreiche verlegerische Tätigkeit für zahlreiche von ihm gegründete Zeitschriften und Buchreihen (Laudatio).
In Zusammenarbeit mit Chinese Academy of Sciences (CAS), Peking, gründete Lotsch das Letter Journal Chinese Physics Letters; die erste, in China publizierte Zeitschrift in Englisch ohne Vorpublikation in chinesischer Sprache.
1976 wurde Lotsch zum Fellow der Optical Society of America und 1981 zum Fellow der American Physical Society ernannt. 1999 wurde Lotsch mit dem OSA Leadership Award / New Focus Prize der Optical Society of America ausgezeichnet.
1978 wurde Lotsch vom Deutschen Nationalen Komitees für Physik zur International Union of Pure and Applied Physics (IUPAP) delegiert und war Sekretär (1978 bis 1984) und Vorsitzender (1984 bis 1987) der Commission C6 on Publications von IUPAP. 1980 bis 1987 war Lotsch Mitglied des Publikations-Komitee der European Physical Society (EPS).